# 우잉인

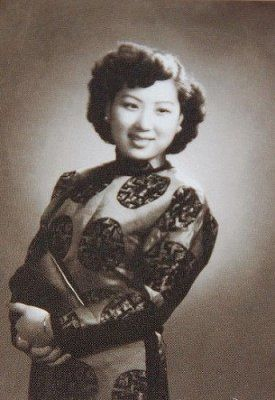

우 잉인(吳鶯音, 1922년 ~ 2009년 12월 17일)은 중국의 가수이다. 비음의 여왕(鼻音歌后)이라는 애칭이 있다. 중국의 칠대가성 중 한 명이다.

## 삶
지식인 가정에서 태어나 상해에서 자랐다. 본명은 우지엔치우(吳劍秋)며, 상해음악원에 가려고 했으나 부모가 반대하여, 쳰 인 (錢茵)이라는 가명으로 저녁 라디오에서 노래를 하기 시작했다. 부드러운 목소리는 금방 유명해졌고, 가명을 우잉인으로 바꾸었다.
1945년 대부분 독학한 노래 실력으로 나이트클럽에서 노래하기 시작했다. 24세에 나이트클럽 경연대회에서 우승하면서 곧바로 음반사와 계약을 맺었다. 첫 앨범 我想忘了你은 성공이었다.
2009년 12월 17일 미국 로스 앤젤레스에서 죽었다.